# Râul Gropi
Râul Gropi este un curs de apă, afluent al râului Hidișel. 

## Hărți
- Harta munții Apuseni